# 난부 노부마사
난부 노부마사(일본어: 南部信真, なんぶ のぶまさ, 1780년 3월 6일 ~ 1847년 2월 14일)는 하치노헤번의 8대 번주이다. 관직은 사에몬노조(左衛門尉)였다.
6대 번주 난부 노부요리의 셋째 아들로 태어났다. 1778년에 태어났다고도 한다. 1796년, 형 노부후사가 은거함에 따라 번주 자리에 올랐다. 맏아들 노부쓰네가 사망하고, 뒤이어 둘째 아들 노부카즈마저 세상을 뜨자, 난부 노부유키를 양자로 삼고 1842년 은거하였다. 1847년에 사망하였다.
| 전임 난부 노부후사 | 제8대 하치노헤번 번주 1796년 ~ 1842년 | 후임 난부 노부유키 |